# Angevins
Les Angevins sont les habitants de l'Anjou, ancienne province française disparue en 1790. L'étendue de son territoire correspond principalement au département de Maine-et-Loire, division administrative dans laquelle le gentilé Angevins continue d'être employé pour désigner ses habitants. Ceux-ci sont au nombre de 828 151 en 2022 et constituent par ailleurs une part du peuple français. De plus, Angevins est également le nom des habitants d'Angers, capitale historique de l'Anjou.

## Ethnonymie
Angevin(s) désigne un habitant de l'Anjou et aussi de la ville d'Angers, qui est la capitale historique de l'Anjou.
Quant aux habitants de Maine-et-Loire ils n'ont pas de nom officiel. Certains parlent de Mainoligériens  mais la dénomination Angevins reste cependant largement employée. En février 2012, le quotidien Ouest-France lance un sondage pour choisir le nom des habitants de Maine-et-Loire avec une dizaine de propositions différentes. Le résultat place Angevin loin devant les autres propositions avec un peu plus de 56 % des voix sur près de 2 500 votants.

## Anthropologie et ethnologie
Dans la première moitié du XIXe siècle, la population des rives de la Loire, comme aussi celle du Bocage vendéen, est robuste et laborieuse. Les hommes sont d'une « belle taille » ; alors que la beauté des formes manque aux femmes, mais parmi elles un grand nombre se font remarquer par une « figure agréable » et presque toutes par une propreté rare chez des paysannes. Le langage des hommes est bref et brusque ; celui des femmes, au contraire, est long et traînant ; naturellement vives, elles ont plutôt fait une chose qu'elles ne l'ont dite.
Les femmes et les filles ne sortent jamais de leur maison, excepté les jours de fêtes, sans avoir leur quenouille au côté et le fuseau à la main ; elles filent en marchant, en portant et en vendant leurs denrées dans les marchés. Le fil, produit du travail des plus habiles, le fil de lin, destiné à la fabrique de Cholet, se vend quelquefois de 100 à 120 francs le kilogramme. Les paysans du Haut-Anjou se nourrissent de pain de froment et de viande ; ils boivent du vin ou d'autres boissons fermentées telles que la bière et le cidre. Les habitants du Bas-Anjou ne mangent que du pain de seigle, peu de lard, beaucoup de laitage et de légumes ; leur boisson ordinaire est l'eau ; mais les jours de fêtes, les dimanches et les jours de marché, lorsqu'ils s'éloignent de leurs maisons, ils boivent généralement jusqu'à s'enivrer.
Les paysans de Maine-et-Loire ont fourni un grand nombre de soldats aux armées vendéennes. Une partie du Bocage et de la Plaine appartient au département et, s'il faut ajouter foi aux descriptions d'un écrivain du pays, cité par M. Bodin : Les traits du cultivateur et son air sauvage caractérisent son indépendance. Sa taille, son teint et ses forces varient suivant la salubrité des lieux ; en général, de taille moyenne, les cheveux coupés en rond et tombant presque aux épaules, le visage blême, halé, il a moins d'agilité que de force ; il est sobre chez lui, laborieux, infatigable, dévoué à ses amis, rusé, méfiant dans les conditions du moindre marché, mais fidèle à sa parole ; puérilement crédule hors de la sphère de ses intérêts, implacable envers ceux qui le trompent, humble et rampant devant l'autorité, mais impatient de son joug. Loin d'être brigand, le Vendéen est l'ennemi le plus dangereux des voleurs,
et dans aucun pays, peut-être, les propriétés ne sont de la part des colons, sous une plus sûre garantie. Il y a cent familles de propriétaires qui ne font pas de baux et qui n'en sont payés que plus fidèlement.
Il existe une contrée qui appartient à la fois à la Vendée militaire ainsi qu'au département et qui était à l'époque de la Révolution, concernant la civilisation, en retard de plusieurs siècles sur les autres cantons de l'Anjou. C'est celle dont Pin-en-Mauges est la principale commune. Les mœurs des cultivateurs y étaient toutes patriarcales. On y voyait plusieurs générations vivre en commun sous l'autorité d'un aïeul ou même d'un bisaïeul. Cet antique usage subsiste toujours en 1835, mais n'est pas général comme autrefois. Les habitants des Mauges ont d'ailleurs conservé un trait caractéristique commun à d'autres habitants de l'Anjou. Remplis d'une confiance illimitée dans leurs curés pour tout ce qui concerne les croyances religieuses, ils ne balancent point à faire le sacrifice de leur repos et même celui de leur vie, pour le maintien de la « coutume », c'est-à-dire des usages de leurs pères ; mais ils deviennent sourds à la voix de leurs pasteurs, aussitôt qu'il s'agit de devoir les payer. Ils ont aussi, quoique naturellement braves, une répugnance presque invincible pour le service militaire régulier ; ils se battent volontiers pour la défense de leurs foyers, mais ils veulent mourir sur le sol qui les a vus naître.
Dans les autres contrées de l'Anjou, les époux de toutes les classes se tutoient dès le lendemain de leurs noces ; dans les Mauges, au contraire, aussitôt les cérémonies du mariage accomplies, les mariés, qui la veille se tutoyaient, se disent « vous » : la femme ne parle plus à son mari qu'avec déférence et respect. Les habitants des villages ont encore, vers 1835, divers patois qui leur sont propres : les paysans y tiennent beaucoup et s'en servent uniquement entre eux ; presque tous cependant entendent le français ; quelques-uns même le parlent bien, mais ils n'osent s'exprimer avec pureté, de peur que les voisins ne les plaisantent sur leur « parler noblat », expression employée dans la région pour désigner la langue française.

## Costume local
Le costume des hommes offre peu de variété vers 1835. Le bleu est la couleur dominante. Un chapeau à larges bords, une veste assez étroite, un gilet croisé sur la poitrine, quelquefois une courte blouse par-dessus le tout : tel est le vêtement général des paysans. Il n'y a de différences que pour les pantalons, que, dans certaines localités voisines de la Vendée, on porte larges et flottants, alors qu'ils sont étroits et collants dans d'autres communes de l'arrondissement de Saumur.
À la même époque, le costume des femmes varie principalement par la coiffure. L'influence de la mode poitevine est très sensible : depuis Montsoreau jusqu'à Saumur, les femmes portent des jupes courtes et des coiffures unies à longues barbes pendantes sur les épaules. La véritable coiffure angevine, le bonnet rond plissé, ne commence qu'aux Tuffaux et on le voit, sans interruption, jusqu'au Marillais ; au-delà, il se trouve en concurrence avec la grande coiffure nantaise à longues et larges barbes, plutôt faites pour embarrasser celle qui les porte que pour l'embellir. Ainsi la mode bretonne domine dans le Bas-Anjou, comme la mode poitevine dans le Haut-Anjou.
En 1792, dit M. Bodin, on voyait encore des vieillards portant des hauts-de-chausses et des bas de grosse serge comme du temps de Henri IV. Alors que vers 1835, les bas d'estame et les souliers sont en usage pour les deux sexes ; le luxe des vêtements a pénétré jusque dans les lieux les plus agrestes.

## Migrations
Les Angevins ont entre autres migré au Canada (dès le XVIe siècle), ainsi qu'a Paris.